# Vinci (Triebwerk)

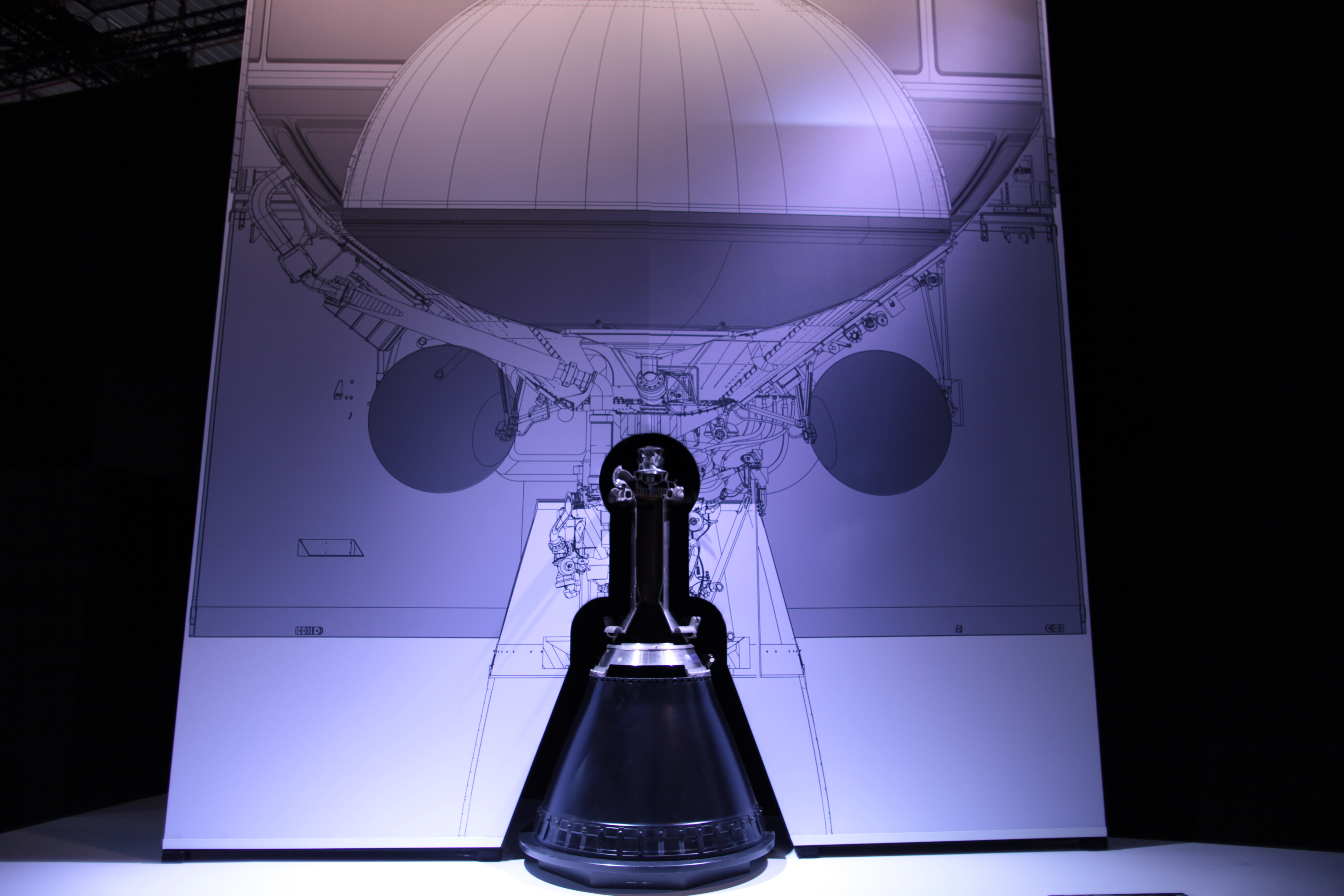
Vinci

Das Vinci-Raketentriebwerk kommt in der zweiten Stufe der Ariane 6 zum Einsatz. Ursprünglich sollte es davor die damals geplante neue Oberstufe ESC-B der inzwischen gestrichenen Ariane 5 ME antreiben. Die ESC-B-Oberstufe sollte in der Ariane 5 ME die bisher genutzte ESC-A-Oberstufe mit dem HM-7B-Triebwerk der Ariane 5 ECA ablösen.
Als bisher erstes kryogenes Oberstufentriebwerk der ESA ist Vinci wiederzündbar und arbeitet im Hauptstromverfahren. Hierbei wird ein Teil des im Kühlsystem verdampften Treibstoffes abgezweigt, als Antriebsmedium für die Treibstoffförderpumpen genutzt und schließlich wieder in die Brennkammer geleitet (Expander Cycle Engine).
Das Vinci-Triebwerk besitzt eine lange Schubdüse, um ein hohes Entspannungsverhältnis des Schubstrahls und damit einen hohen Spezifischen Impuls zu erreichen. Die Schubdüse, die für die Ariane 5 ME geplant wurde, besteht aus zwei ineinander geschobenen Teilen und fährt vor der Zündung nach der Abtrennung der ersten Stufe aus. Dadurch sollte die Länge und damit das Gewicht des benötigen Zwischenstufenadapters der Ariane 5 ME reduziert werden.
Das größtenteils fertigentwickelte Vinci-Triebwerk wurde nach dem Ende der Ariane 5 ME für die zweite Stufe der neuen geplanten Ariane 6 übernommen. Es erhält jedoch jetzt eine feste Schubdüse, da der Zwischenstufenadapter lang genug ist, um die volle Länge der Schubdüse aufzunehmen.

## Technische Daten
|                                | Vinci 2005              | Vinci 2005              |
| ------------------------------ | ----------------------- | ----------------------- |
| Höhe (Düse verstaut)           | 2,2 m                   | 2,2 m                   |
| Höhe (Düse ausgefahren)        | 4,2 m                   | 4,2 m                   |
| Durchmesser                    | 2,15 m                  | 2,15 m                  |
| Masse                          | 280 kg                  | 280 kg                  |
| Treibstoffe                    | LOX und LH₂             | LOX und LH₂             |
| Mischverhältnis (Masse)        | 5,8 : 1                 | 5,8 : 1                 |
| Leistung LOX-Turbopumpe        | 350 kW bei 18.000 min−1 | 350 kW bei 18.000 min−1 |
| Leistung LH2-Turbopumpe        | 2,4 MW bei 90.000 min−1 | 2,4 MW bei 90.000 min−1 |
| Brennkammerdruck               | 60,8 bar                | 60,8 bar                |
| Vakuumschub                    | 155 kN                  | 180 kN                  |
| Spezifischer Impuls im Vakuum  | 4561 Ns/kg              | 4561 Ns/kg              |
| Triebwerksleistung (dynamisch) | 353 MW                  | 410 MW                  |

## Entwicklung
Aufgrund des fehlgeschlagenen Erstflugs der Ariane 5 ECA und der Folgekosten ruht die Entwicklung der ESC-B offiziell seit Anfang 2003. Dennoch wurde die Entwicklung des Vinci-Triebwerk nicht aufgegeben. Am 20. Mai 2005 wurde zum ersten Mal ein Vinci-Triebwerk in Lampoldshausen für eine Sekunde gezündet. Am 26. Juli 2005 folgte dann zum ersten Mal ein Test unter voller Leistung. Der Test dauerte 60 Sekunden und war damit der bis dahin längste Test eines Vinci-Triebwerks. Insgesamt wurden bis November 2005 neun Testläufe durchgeführt. Im November 2005 wurde ein zweiter Prototyp eingeweiht und getestet.
Ende 2006 wurde bekannt, dass ESA im Zuge des Future Launcher Preparatory Programs (FLPP) einen Vertrag mit Snecma unterzeichnet hat, der die Entwicklung von Vinci bis zur ESA-Ministerkonferenz im November 2008 gesichert hat. Inzwischen wurden die ersten 350 Sekunden eines Vinci-Fluges, einschließlich des Starts des Triebwerks, erfolgreich getestet. Das entspricht etwa der Hälfte der geplanten Flugdauer. Am 1. August 2007 wurde Vinci erfolgreich unter Weltraumbedingungen, das heißt im Vakuum, wieder gezündet. Die erste Heißlaufphase betrug 40 Sekunden, nach einer Wartezeit von weiteren 148 Sekunden erfolgte dann die zweite Zündung mit einer Heißlaufdauer des Triebwerks von 80 Sekunden.
Beim Ministerratstreffen der ESA 2008 wurde beschlossen, dass das Vinci-Triebwerk im FLPP-Programm weiterentwickelt wird, um 2011 eine Bauentscheidung über die mit ihm ausgestattete ESC-B-Oberstufe treffen zu können. Der Erstflug der neuen Stufe hätte dann 2015/2016 erfolgen können. Jedoch wurde 2011 keine Bauentscheidung gefällt und 2014 die ESC-B-Stufe mitsamt der Weiterentwicklung der Ariane 5 gestrichen, dafür kommt es jetzt in der zweiten Stufe der Ariane 6 zum Einsatz.